# Мернептахова стела
Мернептахова стела, позната и као Израелска стела или Мернептахова стела победе, је натпис Мернептаха, фараона у старом Египту који је владао од 1213. до 1203. пре нове ере. Открио је Флиндерс Петри у Теби 1896. године, а сада се налази у Египатском музеју у Каиру.
Текст је углавном приказ Мернептахове победе над древним Либијцима и њиховим савезницима, али последња три од 28 редова говоре о одвојеној кампањи у Ханану, који је тада био део египатских царских поседа. Понекад се назива "Израелска стела" јер већина научника преводи скуп хијероглифа у реду 27 као "Израел (или Израелити)". Алтернативни преводи су напредни, али нису широко прихваћени.
Стела представља најраније текстуално спомињање Израела и једину референцу из старог Египта. То је један од четири позната натписа из гвозденог доба који датирају из тог  времена и помињу древни Израел по имену, а остали су стела Меша, стела Тел Дан и монолити Курк. Сходно томе, неки сматрају да је Мернептахова стела Петријево најпознатије откриће, мишљење са којим се сложио и сам Петри.

## Опис и контекст
Стелу је 1896. открио Флиндерс Петри у древном египатском граду Теби, а први је превео Вилхелм Шпигелберг. У свом поглављу "Натписи" у Петријевој публикацији из 1897. "Шест храмова у Теби", Шпигелберг је описао стелу као "угравирану на грубој полеђини стеле Аменхотепа III, која је уклоњена из његовог храма и постављена назад напоље, уз зид, у предворју Мернептаховог храма. Због храпаве површине и лошег сечења, очитавања на многим местима захтевају пажљиво испитивање... Сцена на врху задржала је првобитну боју жуте, црвене и плаве. Амон је приказан како даје мач краљу, којег подржавају Мут с једне стране и Консу с друге.
Сада у колекцији Египатског музеја у Каиру, стела је црна гранитна плоча, висока преко 3 m, а натпис каже да је уклесана у 5. години Мернептаха из 19. династије. Већина текста велича Мернептахове победе над непријатељима из Либије и њиховим савезницима из Морског народа, али последња два реда помињу кампању у Ханану, где Мернептах каже да је победио и уништио Аскалон, Гезер, Јаноам и Израел.
Египат је био доминантна сила у региону током дуге владавине Мернептаховог претходника, Рамзеса Великог, али су се Мернептах и један од његових најближих наследника, Рамзес III, суочили са великим инвазијама. Проблеми су почели Мернептахове 5. године (1208 п.н.е.), када је либијски краљ напао Египат са запада у савезу са разним северним народима. Мернептах је остварио велику победу у лето те године, а натпис је углавном о овоме. Последњи редови говоре о очигледно одвојеној кампањи на Истоку, где се чини да су се неки од хананских градова побунили. Традиционално, Египћани су се бавили само градовима, тако да је проблем који је представио Израел морао бити нешто ново – вероватно напади на египатске вазале у Ханану. Мернептах и Рамзес III су се борили против својих непријатеља, али то је био почетак краја египатске контроле над Хананом – последњи доказ египатског присуства у тој области је име Рамзеса VI (1141–1133. п.н.е.) уписано на основу статуе из Мегида.

## Ханански поход
Највећи део натписа се бави Мернептахином победом над Либијцима, али завршни редови прелазе на Ханан.

## Референца "Израел"
Петри је позвао Вилхелма Шпигелберга, немачког филолога из његовог археолошког тима, да преведе натпис. Шпигелберга је пред крај збунио један симбол, симбол народа или племена које је Мернептах (такође написано Меренптах) победнички поразио – I.si.ri.ar? Петри је брзо предложио да гласи "Израел!" Шпигелберг се сложио да овај превод мора бити тачан. „Неће ли велечасни бити задовољни? примети Петри. На вечери те вечери, Петри, који је схватио важност налаза, рекао је: "Ова стела ће бити познатија у свету од било чега другог што сам пронашао." Вест о његовом открићу доспела је на насловне стране када је стигла у енглеске новине.
Линија која се односи на Израел је испод (приказано обрнуто како би одговарало енглеском преводу; оригинални египатски је писмо здесна налево):
| i | i | z · Z1s · Z1s · r | i | A | r · Z1 | T14 | A1 · B1 · Z2s |

| i | i | z · Z1s · Z1s · r | i | A | r · Z1 | T14 | A1 · B1 · Z2s |

| f · k · t | G37 |

| f · k · t | G37 |

| b · n |

| b · n |

| O1 · r · t | N33B · Z2 |

| O1 · r · t | N33B · Z2 |

| f |

| f |

Док Аскалон, Гезер и Јаноам добијају одредницу за град – штап за бацање плус три планине – хијероглифи који се односе на Израел уместо тога користе штап за бацање (одредница за „страно“) плус седећи мушкарац и жена (одредница за „људи“) преко три вертикалне линије (ознака за множину):
| T14 |

| A1 · B1 · Z2s |

Ознака за „народ“ је била предмет значајне научне расправе. Још 1955. Џон А. Вилсон је писао о идеји да ова одредница значи да су „'ysrỉꜣr“ били народ: „Аргумент је добар, али не и коначан, због озлоглашене непажње касноегипатских писара и неколико грешака писања у овој стели“. Овај осећај су касније надограђивали други научници.
Према Оксфордској историји библијског света, овај знак „страни народ... Египћани обично користе за означавање номадских група или народа, без фиксног града-државе, што имплицира полуномадски или рурални статус за 'Израел' у то време". Фраза „потрошена, без семена“ је формулисана и често се користи за поражене нације – она имплицира да је залиха жита дотичне нације уништена, што би резултирало глађу следеће године, онеспособивши их као војну претњу Египту.
Према Џејмсу Хофмајеру, „ниједан египтолог никада не би прочитао знакове страног етничког ентитета као да указује на страну земљу, већ групу људи“.

### Алтернативни преводи
Алтернативе за читање "Израел" су биле предложене од открића стеле, а два примарна кандидата су:
- „Језраел“,[20][21][22] град и долина у северном Ханану;
- Наставак описа Либије који се односи на „носиоце бочне браве“[в] - божанског атрибута.

Међутим, ово остају мањинска тумачења.

### Интерпретација
Стела Мернептах се сматра првом изванбиблијском референцом на древни Израел у древној историји и сматра се аутентичном и пружа историјске информације.
Мајкл Г. Хасел, тврдећи да prt на стели значи жито, сугерише да је „Израел функционисао као пољопривредно заснован или седентарни социоетнички ентитет у касном 13. веку пре нове ере“ и то у одређеном степену супротности са номадским сточарима „Шасу“ у региону. Други се не слажу да је prt значило жито. Хасел такође каже да то не сугерише да су Израелци били урбани народ у то време, нити даје информације о стварној друштвеној структури групе људи идентификоване као Израел или Израелићани.
Што се тиче његове локације, већина научника верује да је Мернептахов Израел морао бити у брдовитом делу централног Ханана.

## Карнак рељефи
Стела је пронађена у Мернептаховој погребној капели у Теби, древној египатској престоници на западној обали Нила. На супротној обали је храм Карнак, где је пронађена фрагментарна копија. Током 1970-их Френк Ј. Јурко је објавио да неки рељефи у Карнаку за које се сматрало да приказују догађаје у време владавине Рамзеса II, Мернептаховог оца, у ствари припадају Мернептаху. Четири рељефа приказују заузимање три града, од којих је један означен као Аскалон; Јурко је сугерисао да су друга двојица Гезер и Јаноам. Четврти приказује битку на отвореном брдовитом крају против непријатеља приказаног као Хананит. Јурко је предложио да се ова сцена изједначи са Израелом на стели. Иако је идеја да се Мернептахови Израелци могу видети на зидовима храма имала утицаја на многе теорије у вези са значајем натписа, не прихватају сви египтолози Јурково приписивање рељефа Мернептаху.

## Галерија
- Стела у Египатском музеју 2022
- Задња страна стеле
- Ознака музеја
- Задња страна, горе
- Предња страна, горе
- Стела 2019. Доњи део, који садржи референцу на ysrỉꜣr, има заштитни омот
- Крупни план упућивања на ysrỉꜣr,
- Крупни план Меренптах Стеле, помиње ysrỉꜣr, („Израел“) на линији 27

### Цитати
1. 1 2 3 4  Drower 1995, стр. 221.
2. ↑  Redmount 2001, стр. 71–72, 97.
3. ↑  Sparks 1998, стр. 96–.
4. ↑  Hasel 1998, стр. 194.
5. ↑  Lemche 1998, стр. 46, 62.
6. ↑  Maeir, Aren. Maeir, A. M. 2013. Israel and Judah. pp. 3523–27, The Encyclopedia of Ancient History. New York: Blackwell. „The earliest certain mention of the ethnonym Israel occurs in a victory inscription of the Egyptian king Merenptah, his well-known “Israel Stela” (c. 1210 BCE); recently, a possible earlier reference has been identified in a text from the reign of Rameses II (see Rameses I–XI). Thereafter, no reference to either Judah or Israel appears until the ninth century. The pharaoh Sheshonq I (biblical Shishak; see Sheshonq I–VI) mentions neither entity by name in the inscription recording his campaign in the southern Levant during the late tenth century. In the ninth century, Israelite kings, and possibly a Judaean king, are mentioned in several sources: the Aramaean stele from Tel Dan, inscriptions of Shalmaneser III of Assyria, and the stela of Mesha of Moab. From the early eighth century onward, the kingdoms of Israel and Judah are both mentioned somewhat regularly in Assyrian and subsequently Babylonian sources, and from this point on there is relatively good agreement between the biblical accounts on the one hand and the archaeological evidence and extra-biblical texts on the other.”
7. ↑  Fleming, Daniel E. (1998-01-01). „Mari and the Possibilities of Biblical Memory”. Revue d'Assyriologie et d'Archéologie Orientale. 92 (1): 41—78. JSTOR 23282083. „The Assyrian royal annals, along with the Mesha and Dan inscriptions, show a thriving northern state called Israël in the mid—9th century, and the continuity of settlement back to the early Iron Age suggests that the establishment of a sedentary identity should be associated with this population, whatever their origin. In the mid—14th century, the Amarna letters mention no Israël, nor any of the biblical tribes, while the Merneptah stele places someone called Israël in hill-country Palestine toward the end of the Late Bronze Age. The language and material culture of emergent Israël show strong local continuity, in contrast to the distinctly foreign character of early Philistine material culture.”
8. ↑  The Biblical Archaeologist, American Schools of Oriental Research, 1997, стр. 35.
9. 1 2  Nestor 2015, стр. 296.
10. ↑  „Merneptah Stele”. Архивирано из оригинала 26. 09. 2023. г. Приступљено 18. 01. 2024.
11. ↑  Petrie & Spiegelberg 1897, стр. 26.
12. ↑  Drews 1995, стр. 18–20.
13. ↑  Sparks 1998, стр. 96–97.
14. ↑  Yurco 1986, стр. 189–215.
15. ↑  ANET, 378 n. 18
16. ↑  Hasel, Michael G. (2011). „The Battle Of Kadesh: Identifying New Kingdom Polities, Places, And Peoples In Canaan And Syria”.  Ур.: S. Bar; D. Kahn; J. J. Shirley. Egypt, Canaan and Israel: History, Imperialism, Ideology and Literature: Proceedings of a Conference at the University of Haifa, 3–7 May 2009. Brill. стр. 67. ISBN 978-90-04-19493-9. doi:10.1163/ej.9789004194939.i-370.27.
17. 1 2  Redmount 2001, стр. 97.
18. ↑  Smith 2002, стр. 26.
19. ↑  J. K. Hoffmeier, "The Egyptian Origins of Israel: Recent Developments in Historiography", in Thomas E. Levy, Thomas Schneider, William H.C. Propp (eds.) Levy, Thomas E.; Schneider, Thomas; Propp, William H. C. (2015). Israel's Exodus in Transdisciplinary Perspective: Text, Archaeology, Culture, and Geoscience. Springer. стр. 196–208 [202]. ISBN 978-3-319-04768-3.. Springer. .
20. ↑  Eissfeldt 1965, стр. 14.
21. ↑  Margalith 1990, стр. 225.
22. ↑  Strahan 1896, стр. 624.
23. ↑  Nibbi 1989, стр. 101.
24. ↑  Hasel 2008, стр. 47–60.
25. ↑  Dever 2009, стр. 89–91.
26. ↑  Faust, Avraham (2016). Israel's Ethnogenesis: Settlement, Interaction, Expansion and Resistance (reprinted изд.). Routledge. стр. 159—66. ISBN 978-1-134-94208-4.
27. ↑  Finkelstein, Israel; Mazar, Amihay; Colloquium, International Institute for Secular Humanistic Judaism (2007). The Quest for the Historical Israel: Debating Archaeology and the History of Early Israel. Society of Biblical Lit. стр. 94. ISBN 978-1-58983-277-0.
28. ↑  Finkelstein, Israel; Silberman, Neil Asher (2002). The Bible Unearthed: Archaeology's New Vision of Ancient Israel and the Origin of Sacred Texts. Simon and Schuster. стр. 57. ISBN 978-0-7432-2338-6.
29. 1 2  Hasel, Michael G. (1994), „Israel in the Merneptah Stela”, BASOR, 296 (12): 54, 56.
30. ↑  Lipinski, Edward (2006). On the Skirts of Canaan in the Iron Age: Historical and Topographical Researches. Peeters. стр. 60. ISBN 978-90-429-1798-9.
31. ↑  Moore & Kelle 2011, стр. 115–16.
32. ↑  Dever, William G. (2001). What Did the Biblical Writers Know and When Did They Know It?: What Archeology Can Tell Us About the Reality of Ancient Israel (на језику: енглески). Wm. B. Eerdmans Publishing. стр. 118—19. ISBN 978-0-8028-2126-3.
33. ↑  Finkelstein, Israel; Mazar, Amihay; Colloquium, International Institute for Secular Humanistic Judaism (2007). The Quest for the Historical Israel: Debating Archaeology and the History of Early Israel. Society of Biblical Lit. стр. 94. ISBN 978-1-58983-277-0.
34. ↑  Killebrew 2005, стр. 155.